# Isabel de Saboia
Maria Francisca Isabel Carlota Josefina de Saboia-Carignano (em italiano: Maria Francesca Elisabetta Carlotta Giuseppina di Savoia-Carignano; Paris, 13 de abril de 1800 - Bolzano, 25 de dezembro de 1856) foi uma princesa de Saboia e, simultaneamente, tia e sogra do rei Vítor Emanuel II, o primeiro rei da Itália unificada.

## Família
A princesa Maria Francisca Isabel Carlota Josefina nasceu em Paris, filha de Carlos Emanuel, Príncipe de Carignano, e da princesa Maria Cristina da Saxónia, neta do rei Augusto III da Polónia. Era irmã mais nova de Carlos Alberto, rei da Sardenha.

## Casamento e descendência
Isabel casou-se no dia 28 de Maio de 1820, em Praga, com o arquiduque Rainer José da Áustria, vice-rei do Reino Lombardo-Vêneto. Juntos tiveram oito filhos:
1. Maria Carolina da Áustria (6 de Fevereiro de 1821 - 23 de Janeiro de 1844), morreu aos vinte-e-dois anos de idade; sem descendência.
2. Adelaide da Áustria (3 de Junho de 1822 – 20 de Janeiro de 1855), casada com o rei Vítor Emanuel II da Itália; com descendência, incluindo a rainha D. Maria Pia de Portugal.
3. Leopoldo Luís da Áustria (6 de Junho de 1823 – 24 de Maio de 1898), oficial do exército austríaco; morreu solteiro e sem descendência.
4. Ernesto Carlos da Áustria (8 de Agosto de 1824 – 4 de Abril de 1899), casado com Laura Skublicsde Velike et Bessenyö; com descendência
5. Sigismundo Leopoldo da Áustria (7 de Janeiro de 1826 – 15 de Dezembro de 1891), oficial do exército austríaco, morreu solteiro e sem descendência.
6. Ricardo Fernando da Áustria (11 de Janeiro de 1827 – 27 de Janeiro de 1913), exerceu vários cargos políticos, incluindo presidente do Reichsrat e presidente do conselho de ministros do Império Áustro-Húngaro. Morreu solteiro e sem descendência.
7. Henrique António da Áustria (9 de Maio de 1828 – 30 de Novembro de 1891), oficial no exército austríaco. Casado com Leopoldine Hofmann Baronin von Waideck; com descendência.
8. Maximiliano Carlos da Áustria (16 de Janeiro de 1830 – 16 de Março de 1839), morreu aos nove anos de idade.

## Morte
Isabel morreu em Bolzano no dia de Natal de 1856.

## Genealogia
| Isabel de Saboia | Pai: Carlos Manuel, Príncipe de Carignano | Avô paterno: Vítor Amadeu II, Príncipe de Carignano | Bisavô paterno: Luís Vítor, Príncipe de Carignano |
| Isabel de Saboia | Pai: Carlos Manuel, Príncipe de Carignano | Avô paterno: Vítor Amadeu II, Príncipe de Carignano | Bisavó paterna: Cristina de Hesse-Rotenburg       |
| Isabel de Saboia | Pai: Carlos Manuel, Príncipe de Carignano | Avó paterna: Josefina de Lorena                     | Bisavô paterno: Luís, Príncipe de Brionne         |
| Isabel de Saboia | Pai: Carlos Manuel, Príncipe de Carignano | Avó paterna: Josefina de Lorena                     | Bisavó paterna: Louise de Rohan                   |
| Isabel de Saboia | Mãe: Maria Cristina da Saxónia            | Avô materno: Carlos da Saxónia, Duque da Curlândia  | Bisavô materno: Augusto III da Polónia            |
| Isabel de Saboia | Mãe: Maria Cristina da Saxónia            | Avô materno: Carlos da Saxónia, Duque da Curlândia  | Bisavó materna: Maria Josefa da Áustria           |
| Isabel de Saboia | Mãe: Maria Cristina da Saxónia            | Avó materna: Franciszka Corvin-Krasińska            | Bisavô materno: Stanislaus Corvin-Krasinski       |
| Isabel de Saboia | Mãe: Maria Cristina da Saxónia            | Avó materna: Franciszka Corvin-Krasińska            | Bisavó materna: Aniela Humiecka                   |